# Prilipje
 Prilipje  falu Horvátországban Zágráb megyében. Közigazgatásilag Jasztrebarszkához tartozik.

## Fekvése
Zágrábtól 28 km-re délnyugatra, községközpontjától 6 km-re északra a Plešivica-hegység déli lejtőin fekszik.

## Története
A település első írásos említése 1283-ban történt "terra Prilepi" néven abban az oklevélben, melyben Okics várának ura Ivan az uradalmat Babonics Radoszlávnak adja el. 1334-ben a plešivicei Szent György templom említésekor a zágrábi káptalan statutumában a "de Prelepi" megjelölés szerepel a plébániatemplom ugyanis ennek a birtoknak a területén állt.
A falunak 1857-ben 244, 1910-ben 318 lakosa volt. Trianon előtt Zágráb vármegye Jaskai járásához tartozott. 2001-ben 261 lakosa volt. 

## Lakosság
| Lakosság változása | Lakosság változása | Lakosság változása | Lakosság változása | Lakosság változása | Lakosság változása | Lakosság változása | Lakosság változása | Lakosság változása | Lakosság változása | Lakosság változása | Lakosság változása | Lakosság változása | Lakosság változása | Lakosság változása |
| ------------------ | ------------------ | ------------------ | ------------------ | ------------------ | ------------------ | ------------------ | ------------------ | ------------------ | ------------------ | ------------------ | ------------------ | ------------------ | ------------------ | ------------------ |
| 1857               | 1869               | 1880               | 1890               | 1900               | 1910               | 1921               | 1931               | 1948               | 1953               | 1961               | 1971               | 1981               | 1991               | 2001               |
| 244                | 256                | 286                | 321                | 286                | 318                | 277                | 321                | 303                | 316                | 310                | 303                | 283                | 250                | 261                |

## Külső hivatkozások
- Jasztrebaszka város hivatalos oldala
- E. Laszowsky: Stara hrvatska Županija Podgorska Zagreb 1899.